# Дыня (фильм)
«Дыня» — советский телефильм 1982 года киностудии «Казахфильм», снятый по мотивам одноимённого рассказа Габита Мусрепова.

## Сюжет
Болат направляется в командировку в Москву. В поезде он знакомится с Зайрой, а на одной из станций решает сбегать на рынок, чтобы купить для девушки чарджуйскую дыню — и отстаёт от поезда. На станции, помогая аксакалу-фронтовику, он ругается с начальником станции, но тут его принимают за тайного контролёра и сажают на скорый поезд, начальник которого, узнав, что Болат никакой не проверяющий, ссаживает его на ближайшей станции. Здесь Болат помогает починить старенький ГАЗ-69 водителю местной заготконторы Васе, который, узнав о приключениях Болата, входит в его положение и везёт его вслед за поездом, но, догнав поезд, Болат не находит девушку: Зайра сошла на предыдущей станции, пересев в поезд на Краснодар.

## В ролях
- Тунгышбай Жаманкулов — Болат
- Жанна Куанышева — Зайра
- Герман Качин — Вася, шофёр
- Макиль Куланбаев — аксакал-фронтовик
- Леонтий Полохов — Викентий Егорович, строитель, сосед по купе
- Кененбай Кожабеков — начальник станции «Ахтумар»
- Павел Винник — начальник станции «Ново-Сергеевка»
- Игорь Ефимов — Степан Васильевич, железнодорожник
- Алексей Золотницкий — Евгений Харитонович, начальник скорого поезда
- Римма Маркова — кассирша на ж/д станции
- Бикен Римова — пассажирка с ягненком
- Толеубек Аралбай — пассажир-картёжник
- Кудайберген Султанбаев — пассажир-толстячок
- Жан Байжанбаев — жених (нет в титрах)

## Съёмки
Съёмки велись на Алма-Атинской железной дороге.